# Bane
Bane é um personagem fictício, um supervilão dos quadrinhos publicados pela DC Comics, geralmente como vilão do super-herói Batman. Criado por Chuck Dixon, Doug Moench e Graham Nolan, fez a sua primeira aparição em Batman: Vengeance of Bane #1 (agosto de 1992).
Conhecido pela sua força bruta e pela inteligência excepcional, o personagem é muitas vezes referido como sendo o único vilão que "quebrou o morcego", fazendo dele um dos maiores adversários do Batman, tanto a nível físico como mental. Bane foi interpretado por Robert Swenson no filme Batman & Robin (1997), e por Tom Hardy em The Dark Knight Rises (2012), em que tem o papel de antagonista principal. O IGN o colocou em #34 na lista dos "100 Maiores Vilões das histórias em quadrinhos".

## História
Bane nasceu em 15 de Setembro de 1977, na prisão de Pietra Dura, localizada na ilha de Santa Prisca, no Caribe. Teve de cumprir a prisão perpétua, condenado pelos crimes cometidos por seu pai, o Rei Cobra. Na infância, passou a ser cuidado por um padre jesuíta, que viria a ser assassinado pelo próprio Bane, anos mais tarde. Aos oito anos de idade, cometeu seu primeiro assassinato, matando um criminoso que queria usá-lo como moeda de troca de informações na prisão. Sua única companhia era seu ursinho de pelúcia chamado Osito. O urso possuía um buraco em suas costas, no qual Bane escondia uma faca para usá-la contra qualquer um que tentasse ameaçá-lo.
Mesmo aprisionado, Bane não deixou de aperfeiçoar suas habilidades naturais: dedicou-se à leitura de diversos livros, modelou seu corpo no ginásio da prisão e aprendeu a lutar para poder se defender de outros prisioneiros. Tornou-se lenda quando passou dez anos na solitária e saiu dela são. Em certa ocasião, Bane desentendeu-se com outro prisioneiro e acabou sofrendo um acidente, que o deixou em estado de coma. Teve visões do seu futuro e descobriu que o medo de um morcego poderia impedi-lo de conseguir seus objetivos. Tornou-se obcecado pela leitura sobre Gotham City (lugar que, assim como a prisão, era comandada pelo medo) e sobre seu guardião.
Inevitavelmente, sua resistência acabou chamando a atenção dos administradores do presídio, que o forçaram a tornar-se cobaia em experimentos com uma misteriosa droga viciante, conhecida como Veneno, a qual havia matado todas as cobaias anteriores. Bane sobrevive e tem sua força consideravelmente aumentada. Porém, necessita tomar o Veneno a cada 12 horas (através de um sistema de tubos que bombeiam a droga diretamente para o cérebro), sob pena da reação adversa enfraquecê-lo ao extremo.
Apesar de ter sobrevivido ao Veneno, Bane fingiu-se de morto para poder escapar, já que a maioria dos mortos do presídio eram jogados no precipício. Lançado ao mar, livrou-se dos acessórios que o prendiam e rumou para Gotham City, com a intenção de destruir o morcego demoníaco que o atormentava em suas visões. Ele estava convencido de que o morcego em questão era Batman.
Advertido de que um confronto direto com Batman seria loucura, Bane usa sua força para derrubar as paredes do Asilo Arkham e libertar os mais perigosos criminosos da cidade, entre os quais estão Coringa, Espantalho, Chapeleiro Louco, Ventríloquo, Vagalume, Grande Tubarão Branco e Zsasz. A fuga em massa do manicômio sobrecarregou Batman, levando-o à exaustão, após três meses sem descanso de recaptura dos fugitivos.
Ao retornar à Mansão Wayne, após cumprir sua missão, Batman encontra Bane esperando-o. Ao confrontar o Homem-Morcego na Batcaverna, Bane o deixa paralítico, ao quebrar-lhe a coluna. Sem poder mover as pernas, Bruce Wayne então deixa o posto de Batman, transferindo-o para Jean-Paul Valley (também conhecido como Azrael). Utilizando um sofisticado traje de combate, ao invés do tradicional uniforme de Batman, Jean-Paul derrota Bane, danificando os tubos que lançam o Veneno na corrente sanguínea de Bane e causando-lhe uma severa síndrome de abstinência.
Após ser derrotado, Bane é enviado para a prisão Blackgate.

## Quadrinhos
Bane fez sua primeira aparição na revista Batman: The Vengeance of Bane, em 1 de janeiro de 1993. Ficou conhecido como o único vilão a ter causado dano mais grave ao Homem-Morcego, quando o deixou paralítico da cintura para baixo, ao quebrar-lhe a espinha. O fato é relatado na história "Batman: Knightfall", na edição nº 497 da Revista Batman de julho de 1993.
Em  Catwoman #4 (1993), Bane aparece em estado catatônico, revivendo sua derrota para Jean-Paul Valley, enquanto Mulher-Gato aventura-se em Santa Prisca. Ela descobre que o atual governante do país é o pai de Bane. Posteriormente, em Robin #8 (1994), um Bruce Wayne recuperado da lesão exige o seu posto de Batman de volta, ao mesmo tempo que um ainda satânico Bane é atormentado por visões repentinas de morcegos. Bane sussurra que Batman está de volta.
Em Vengeance of Bane II: The Red Dead Redemption (1995), Bane recupera-se de seu vício de Veneno. Ele escapa da prisão Blackgate e retorna à Gotham City para juntar-se a Batman na luta contra um grupo de criminosos que distribuem um derivado do Veneno nas ruas da cidade. Após descobrir que o responsável por estes crimes é o mesmo médico que o transformou em Bane na prisão de Pietra Dura, anos atrás, ele se autoproclama inocente de todos os crimes do passado e sai de Gotham para procurar seu pai.
Na minissérie Bane of the Demon, publicada em 1998, Bane retorna a Santa Prisca para interrogar o padre jesuíta que o cuidou enquanto ele estava na prisão. O padre explica que, dentre quatro homens, estaria o pai de Bane: um revolucionário de Santa Prisca, um doutor americano, um mercenário inglês e um banqueiro suíço. Enquanto procurava pelo suíço, Bane encontra Talia al Ghul, que o apresenta a Ra's Al Ghul. Este fica impressionado com Bane e o escolhe para ser seu herdeiro.
Na edição 701 da revista Detective Comics (setembro de 1996), Bane e Ra's Al Ghul atacam Gotham City. Bruce Wayne, já como Batman novamente, derrota Bane em um único combate.
Em Gotham Knights #47 (janeiro de 2004), Bane descobre a verdadeira identidade de seu pai, o qual não é o governante de Santa Prisca. Trata-se do inescrupuloso vilão Rei Cobra. Com a ajuda do Batman, Bane impede o plano de Rei Cobra de dominar o mundo. Ele salva Batman de ser atingido por um tiro, mas é mortalmente ferido durante o processo. Batman então salva Bane, mergulhando-o em um dos Poços de Lázaro de Ra's Al Ghul e dando-lhe uma nova oportunidade de vida.
Em Infinite Crisis #7 (junho de 2006), Bane aparece lutando ao lado dos vilões durante a Batalha de Metrópolis. Durante a batalha, Bane quebra a coluna do herói Mestre Judoca, matando-o. Ele reaparece em One Year Later pedindo a ajuda de Homem-Hora.
Ao final da minissérie Suicide Squad: Raise the Flag (2007-2008), Amanda Waller recruta Bane para o Esquadrão Suicida. Bane aparece uma vez mais em Outsiders #50 (setembro de 2007), usando o sistema de tubos para a aplicação de Veneno (não é revelado se ele voltou a usar a droga).
Em Salvation Run #2, Bane é enganado por seus companheiros de esquadrão e enviado para a prisão em outro planeta.

## Outras mídias

### Filmes

#### Batman & Robin
No cinema, Bane foi interpretado pelo ex-lutador de wrestling Jeep Swenson em Batman & Robin, de 1997, dirigido por Joel Schumacher. Diferente da versão dos quadrinhos, o Bane do filme possui identidade: Antonio Diego. Além disso, sua personalidade e aparência foram modificadas. Deixou de ser o intelectual vilão das histórias em quadrinhos para, no filme, ser o guarda-costas pouco inteligente de Hera Venenosa, comunicando-se apenas por meio de grunhidos. Sua pele apresenta uma coloração verde. Estas mudanças drásticas na composição do personagem renderam diversas críticas ao filme.

#### Batman- O Cavaleiro das Trevas Ressurge

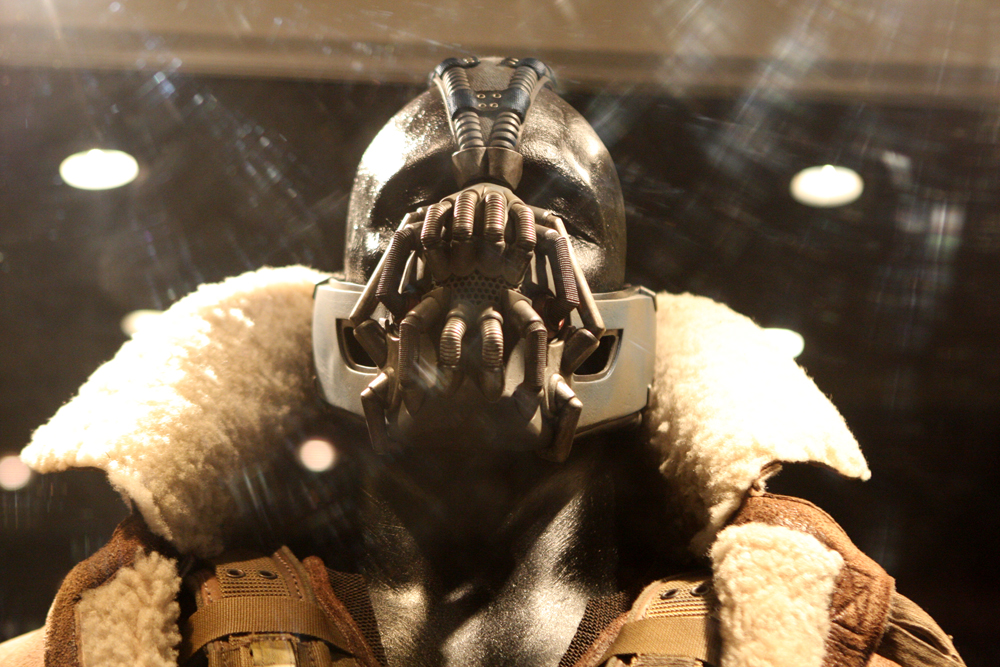
Máscara de Bane usada por Tom Hardy no filme Batman: O Cavaleiro das Trevas Ressurge em 2012

Bane também foi o vilão do filme Batman - O Cavaleiro das Trevas Ressurge, que estreou em 20 de julho de 2012. No filme Bane foi interpretado por Tom Hardy, sendo que ele tentou destruir Gotham oito anos depois dos ataques do Coringa. Neste novo filme dirigido por Christopher Nolan, Bane é fiel aos quadrinhos, sendo incrivelmente inteligente, amedrontador e forte, apesar de não fazer uso da substância Veneno no filme. O roteiro retrata Bane como uma mistura da saga A Queda do Morcego (1993) e da minissérie Bane of the Demon (1998). Mostrou o seu poder de conquista e suas habilidades naturais para o terrorismo e persuasão, diferente do Bane do filme Batman & Robin de Joel Schumacher de 1997.

#### Batman: O Mistério da Mulher-Morcego
Na animação "Batman: O Mistério da Mulher-Morcego", um spin-off de Batman: A Série Animada, Bane é contratado por Rupert Thorne e Pinguim para matar Batwoman. Foi dublado por Héctor Elizondo.

### Televisão

#### Batman: A Série Animada
Na animação Batman: A Série Animada, Bane aparece no episódio 75, que leva o seu nome. Foi dublado por Henry Silva. Na série, Bane é um assassino musculoso, contratado por Rupert Thorne para exterminar Batman. Ele enfrenta o Homem-Morcego no navio onde Robin fora mantido em cativeiro e antes que pudesse ter sua coluna quebrada, Batman lança um batarang sobre o controle que injeta o Veneno em Bane. Isto causa uma rápida e incontrolável vontade de se drogar em Bane. Seus músculos começam a crescer rapidamente, porém é impedido de ter uma overdose por Batman, quando este retira o tubo que injeta-lhe o Veneno.

#### The New Batman Adventures
Em The New Batman Adventures, Bane reaparece nos episódios "Knight Time" e "Over the Edge", sendo novamente dublado por Henry Silva.
No episódio Knight Time, Bruce Wayne sofre uma lavagem cerebral realizada por Brainiac. Na tentativa de resgatá-lo, Robin une-se a Superman. Para prevenir que a identidade de Wayne seja revelada, pela também ausência do Batman, Superman veste a roupa do Homem-Morcego e disfarça sua voz. Durante o episódio, ele espreita um encontro entre Bane, Coringa e Chapeleiro Louco. Acreditando se tratar do Batman, Bane o ataca e, com a ajuda de um invento de Charada, arremessa uma estátua gigante sobre Superman. Bane fica espantado ao ver Superman, ainda como Batman, arremessar a estátua em direção ao céu.
Em Over the Edge, Batgirl é assassinada por Espantalho. O comissário James Gordon, pai de Barbara, volta-se contra Batman, contratando Bane para eliminá-lo. Após um violento confronto, Bane morre eletrocutado quando o Homem-Morcego amarra seu tubo de veneno no Bat-Sinal quebrado. Porém, todo o episódio não passava de um sonho da Batgirl, mostrando que Bane continua vivo.

#### Batman do Futuro
No episódio "The Winning Edge" de Batman do Futuro, Bane é novamente interpretado por Henry Silva. Nesse episódio o vilão está totalmente incapacitado; ele mal se move, devido aos anos de uso do Veneno.

#### O Batman
Uma versão mais monstruosa de Bane, de coloração vermelha, é exibida em O Batman, dublado por Joaquim de Almeida em "Traction", e por Ron Perlman em "Team Penguin".

#### Young Justice
Bane aparece na série animada Young Justice no episódio "Drop Zone" dublado por Danny Trejo. Bane está envolvido numa guerrilha contra o culto Kobra pela produção de sua droga chamada Veneno. A partir daí perde o controle sobre a ilha prisional de Santa Prisca para reverter a situação ele concorda em enfretar o campeão deles, o Mamute (que havia sido cobaia de uma fórmula mista Veneno/Arrasa-Quarteirão) para tomar a ilha de volta. Em seguida, a equipe Young Justice se infiltra na ilha para descobrir porque todos os carregamentos da droga Veneno pararam de ser entregues se a droga ainda continua a ser produzida na capacidade máxima. Bane logo se encontra com a equipe e propõe uma aliança, e como a Miss Marciana é incapaz de ler sua mente por estar recitando resultados de jogos de futebol em espanhol, para se proteger, eles aceitam o acordo. Posteriormente Bane revela que só precisava deles para recuperar sua fábrica, e com a equipe incapaz de conseguir tal objetivo, ele decide matar a todos e culpar o culto Kobra por suas mortes, com o conhecimento de que a Liga da Justiça da América iria até Santa Prisca e acabaria com o Culto em retribuição. Ele é então solidamente derrotado pelos poderes combinados da telecinese da Miss Marciana e a super-força do Superboy, e é visto pela última vez sendo amarrado enquanto assiste a sua fábrica sendo queimada durante o combate da equipe contra o Culto Kobra. É interessante notar que, embora Bane seja tradicionalmente dublado por atores e dubladores latinos (salvo por Ron Perlman e Clancy Brown, ambos caucasianos e Michael Dorn, que é afro-americano), Young Justice é a primeira série que mostra Bane frequentemente falando em espanhol.

### Videogame
A primeira aparição de Bane nos videogames foi como chefe em Batman & Robin (1998), uma adaptação do filme homônimo para PlayStation. Também foi um dos chefes em Batman: Chaos in Gotham, de 2001, para Game Boy Color.
Bane aparece também em Batman: Rise of Sin Tzu, de 2003, sendo dublado por Héctor Elizondo. Em 2008, foi um dos inimigos do Batman e seguidor de Pinguim em Lego Batman: The Videogame, aparenta ser o melhor amigo de Crocodilo Assassino. Bane aparece nos jogos Batman: Arkham Asylum e Batman: Arkham City, baseados nos quadrinhos, e também como personagem jogável no jogo Injustice: Gods Among Us. Em outubro de 2013, apareceu como vilão e um dos personagem jogáveis no multiplayer de Batman: Arkham Origins.
Ele não aparece no jogo Batman: Arkham Knight, mas seus equipamentos são encontrados como um enigma do Charada. Pistas indicam que o vilão está se reabilitando, e apesar de nos quadrinhos ele ter sido morto por Arkham Knight, não foi confirmado que ele possa ter morrido no jogo.